# Thym marron
Erica galioides · Bruyère faux-gaillet
Espèce
Classification phylogénétique

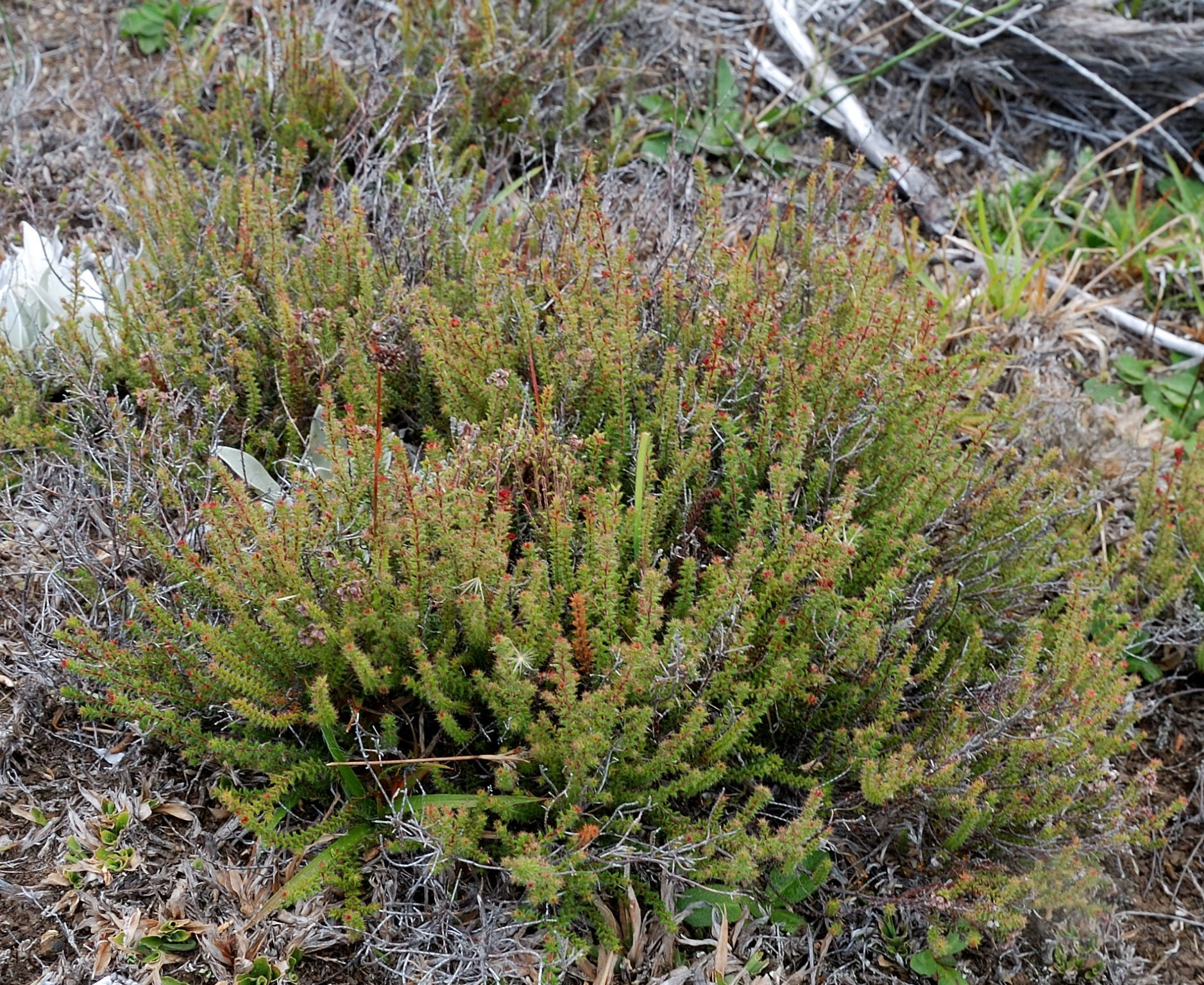
Erica galioides Lam.

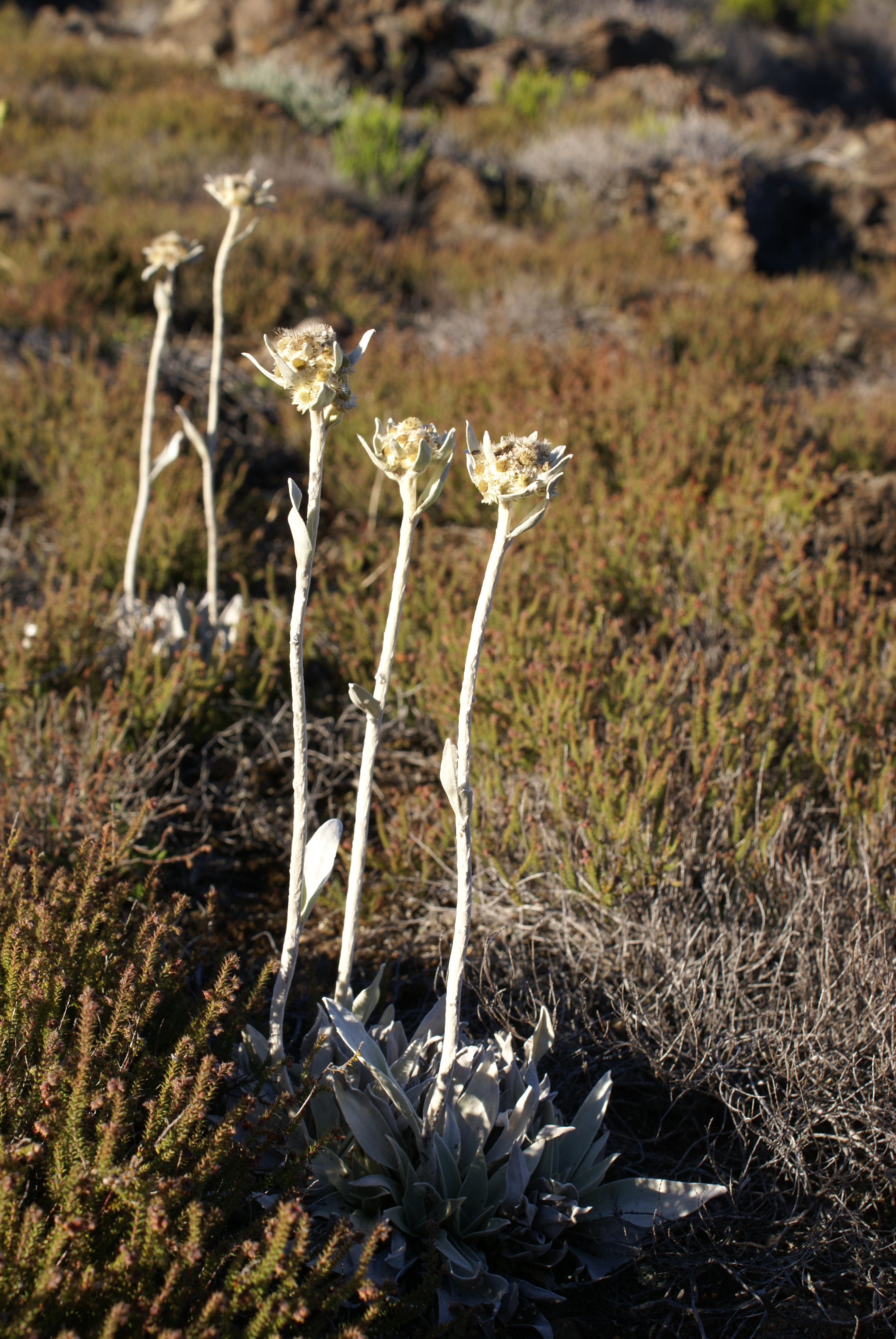
Pelouse de « thym marron » parsemée d'immortelles (Helichrysum arnicoides).

Le thym marron, ou bruyère faux-gaillet (Erica galioides), est une espèce de plantes à fleurs de la famille des Ericaceae. C'est une petite bruyère endémique de l'île de La Réunion que l'on trouve uniquement dans des formations de landes rases au-dessus de 1 500 mètres d'altitude, principalement dans la région du Piton de la Fournaise.
L'espèce est localement commune mais son aire totale de répartition est très restreinte.
Elle se présente en touffes éparses ou forme au sol des tapis plus ou moins continus dont l'épaisseur atteint rarement plus de 10 centimètres. Elle ne se développe qu'en plein découvert sur des sols jeunes encore très minéraux.
L'aspect de ces tapis et de ces touffes évoque vaguement celui du thym dans les garrigues méditerranéennes, d'où le nom vernaculaire local de « thym marron », l'adjectif marron renvoyant quant à lui au caractère sauvage de la plante, même si par coïncidence sa couleur générale est effectivement plutôt brune. La tige grêle de cette espèce du genre Erica fait également penser à certaines espèces de petites herbacées du genre Galium, d'où pour le nom scientifique l'attribut galioides qui signifie « à allure de gaillet ».
Les feuilles du thym marron ne mesurent que quelques millimètres de longueur et sont verticillées par quatre. Elles portent des poils glanduleux qui produisent une substance légèrement collante.
Sur le plan botanique, Erica galioides est proche d'une petite bruyère d'altitude de Madagascar, Erica bojeri.
Erica galioides n'est pas inscrite sur la liste des plantes protégées à La Réunion par arrêté ministériel, mais son habitat se trouve presque exclusivement sur des terrains sous Régime forestier de l'État et du département classés en séries à vocation écologique et situés dans la zone centrale du Parc national de La Réunion.